# Paleotelevisione
Paleotelevisione indica la televisione italiana irradiata dalla Rai, dall'inizio delle trasmissioni regolari (1954) alla fine del monopolio televisivo (metà degli anni settanta).

## La nascita del termine
Il termine viene coniato, in contrapposizione a neotelevisione, da Umberto Eco e sta a contraddistinguere uno speciale modo di concepire il mezzo televisivo. È molto sentito il fatto che quello svolto dalla Rai - Radiotelevisione italiana è un servizio pubblico che si sostiene essenzialmente sul canone di abbonamento e in via sussidiaria sugli introiti pubblicitari. Il compito precipuo viene sentito in quello di svolgere una funzione di divulgazione culturale.
Si parla di compito pedagogico con trasmissioni come quella di Alberto Manzi, Non è mai troppo tardi. Anche il palinsesto televisivo dà larga importanza ad una netta distinzione di generi. Svolgere un servizio in regime di monopolio affranca la Rai dalla necessità di inseguire il gusto del pubblico, che inizia a poter operare delle scelte attraverso la pluralità delle reti Rai, che diventano dapprima due e poi tre. Direttore generale dal 1961 al 1974 (gli anni tipici della paleotelevisione) è Ettore Bernabei.
Il fiorire delle televisioni locali nella seconda metà degli anni '70, prevalentemente con intenti commerciali, sposta l'attenzione dal prodotto televisivo al gradimento del pubblico, rilevato statisticamente da strumenti sempre più sofisticati come l'Auditel,  fa cessare la volontà di avere scopi pedagogici e porta all'attenuazione della distinzione dei generi. Nasce così la neotelevisione.

## I generi
Una speciale importanza ha l'appuntamento fisso con il teatro, che quando prodotto anche o prevalentemente per le esigenze televisive prese il nome di teleteatro; la sua evoluzione è lo sceneggiato televisivo.
L'informazione è essenzialmente affidata ai telegiornali letti da presentatori su testi preparati dalla redazione giornalistica, mentre mancavano inizialmente rubriche di approfondimento e dibattiti politici.
L'intrattenimento è presente in misura moderata da cui poi sortì il Varietà televisivo, un genere che colse un grande successo di pubblico.

## La pubblicità
La pubblicità, dapprima esclusa, viene ammessa a partire dal 1957 con la formula del Carosello, piccoli spettacolini che innovano spesso il linguaggio televisivo, lanciando personaggi, attori, pupazzi, cartoni animati. Il mondo pubblicitario non ha amato questa formula dove la scenetta era più importante del prodotto reclamizzato e si è passati poi allo spot pubblicitario.

## Il servizio opinioni
Esisteva un servizio opinioni per raccogliere dati sul gradimento, ma la scelta della direzione non ne inseguiva gli indici.